# Rocky Ripple
Rocky Ripple – miasto w Stanach Zjednoczonych, w stanie Indiana, w hrabstwie Marion.